# Campeones Cup de 2024
A Campeones Cup de 2024 foi sexta edição da competição entre os campeões da MLS Cup 2023 e Campeón de Campeones da Liga MX 2023-24 é a principal  competição clássica norte-americana que envolve a rivalidade de clubes da região da NAFU.

## Participantes
| Equipe        | Qualificação               | Participações anteriores (negrito indica vencedores) |
| ------------- | -------------------------- | ---------------------------------------------------- |
| Columbus Crew | Campeão da MLS Cup 2023    | 1 (2021)                                             |
| América       | Campeão da Liga MX 2023-24 | 1 (2019)                                             |

## A partida
| 25 de setembro de 2024 | Columbus Crew | 1 – 1     | América    | Lower.com Field Columbus              |
| 19:30 (UTC−4)          | Amundsen 77'  | Relatório | 68' Dávila | Árbitro: GUA Walter López Castellanos |

|                                                        |       | Penalidades                                         |  |
| Camacho Mățan Russel-Rowe Cucho Jones Jackson Amundsen | 4 – 5 | Valdés Sánchez Aguirre Fidalgo Dávila Juárez Araujo |  |